# Свети Никола (Габровник)
Вижте пояснителната страница за други значения на Свети Никола.
„Свети Никола (на македонска литературна норма: „Свети Никола“) е православна църква във велешкото село Габровник, централната част на Северна Македония. Храмът е част от Повардарската епархия на Македонската православна църква – Охридска архиепископия.

## Местоположение
Църквата е гробищен храм, разположен на няколко километра североизточно от Габровник.

## Архитектура и живопис
Църквата е построена в XVII и обновена в XIX век. Оригиналните стенописи са запазени само на източната стена. Църквата е с паднал покрив и са запазени напълно само западната и източната стена, а другите две са частично разрушени. Църквата е в основата си еднокорабна сграда с полукръгла апсида на изток. От западната страна е имала дограден трем с дървена камбанария, от която са запазени основите. Църквата е масивна сграда, изградена от натрошен камък и е била покрита с каменни плочи. От южната и северната страна има два прозоречни отвора, докато в източната част в горната част има кръстовиден отвор и тънка линия под него. Порталните и прозоречните отвори са от дялан камък и са засводени в горната част. От наличната документация се вижда, че църквата е имала касетиран таван, дървена, извита галерия в западната част, двуделен иконостас с икони, църковни мебели.
- Оригиналното изображение на Богородица в апсидата
- Свети Йоан Златоуст в олтара
- Свети Василий Велики в олтара
- Свети Симеон Стълпник в олтара
- Архидякон Стефан в проскомидията

Входът на църквата е от западната страна и над него има патронна ниша с образа на свети Никола, изписан по време на обновяването в XIX век. Свети Никола: СТЬИ НЇКОЛАѦ, е изобразен в тържествена архиерейска одежда с митра на главата, с дясната ръка благославя, а в лявата държи затворено евангелие.
Оригинален стенопис от XVII век е запазен само на източната стена. В конхата на апсидата е изписана света Богородица Знамение (Оранта) до пояс с Младенеца в медальон на гърдите. Богородица е с вдигнати за молитва ръце, Христос благославя с дясната ръка, а в лявата държи затворен свитък. Изображението на Богородица е унищожено и е известно по стари снимки, пазени в Националния консерваторски център в Северна Македония. Светлосиният медальон на Христос е поставен върху червен квадрат, който е поставен върху син квадрат. Този характерен медальон е идентичен с този в църквата „Свети Никола“ в Мързен Ораовец.
В първата зона на апсидата в службата на светата литургия участват само двама архиереи, обърнати към централното пространство, където вместо Агнецът, поставен на Честната трапеза, е отворен тесен отвор. Литургистите са облечени в полиставриони, епитрахили и омофори с големи кръстове. В ръцете си държат отворени свитъци с древногръцки богослужебни текстове. От северната страна свети Йоан Златоуст: СТИ ІѠ ЗЛАТОȢСТЬ, а от южната страна е свети Василий Велики: СТІ ВАСИЛІЕ.
В пространството между апсидата и проскомидиалната ниша е нарисуван Симеон Стълпник: СІМЕОН. Светецът е до пояс в монашеско облекло на стълб, като с лявата си ръка благославя, а с дясната държи кръст. В самата проскомидална ниша е изписан Архидякон Стефан – до пояс, облечен в бял стихар и орар, на който е изписан трисагият. Той носи дарохранителница в лявата си покрита ръка, а с дясната благославя.
Останалите стенописи в наоса са от XIX век и са известни само от документацията на Националния консерваторски център. На северната стена от запад в първата зона са били изписани свети Харалампий, света Параскева, света Катерина, света Марина, свети Игнатий, свети Атанасий и пророк Илия, а във втора зона свети Филип, свети Тома, свети Трифон, свети Пантелеймон, св. св. Козма и Дамян и св. св. Константин и Елена. На южната стена в първата зона са пророк Даниил и свети Никола, а във втората свети Георги и свети Георги Янински.